# Eupithecia subvirens
Eupithecia subvirens är en fjärilsart som beskrevs av Karl Dietze 1875. Eupithecia subvirens ingår i släktet Eupithecia och familjen mätare. Inga underarter finns listade i Catalogue of Life.